# Anabarhynchus wisei
Anabarhynchus wisei är en tvåvingeart som beskrevs av Lyneborg 1992. Anabarhynchus wisei ingår i släktet Anabarhynchus och familjen stilettflugor. Inga underarter finns listade i Catalogue of Life.